# Cossombrato
Cossombrato är en ort och kommun i provinsen Asti i regionen Piemonte i Italien. Kommunen hade 508 invånare (2018).